# هارستبورن ایکر (کنتاکی)
هارستبورن ایکر (به انگلیسی: Hurstbourne Acres) شهری در ایالت کنتاکی کشور ایالات متحده آمریکا است که جمعیت آن در سرشماری سال ۲۰۱۰ میلادی، ۱٬۸۱۱ نفر بوده‌است.